# Startin' Over
«Startin' Over» es el noveno álbum de estudio de LaToya Jackson, el álbum originalmente se grabó en 2002, y se publicó en 2011.

## Versión original
La versión original del álbum, que originalmente se iba a lanzar en el año 2002 pero que finalmente se lanzará en junio del año 2009, contenía canciones que iban dirigidas a su exesposo abusador Jack Gordon, que Latoya decidió no usar al morir Gordon en el año 2007 a consecuencia de un cáncer de colon.

## Nueva versión
Muchos nuevos temas fueron grabados para la nueva versión actualizada del álbum.
En una entrevista Holandesa que dio Latoya en mayo de 2008, ella confirmó que grabaría solo dos canciones más para completar el álbum. El álbum será de música Dance, y contendrá 10 temas. Los sencillos Free the world y I don't play that no estarán incluidos en esta versión, pero si un remix de Just Wanna Dance.
En 2009 Latoya confirmó que el álbum ya estaba completo y que Universal Music aceptó publicarlo.
Después de la Muerte de su hermano Michael Jackson La toya decidió anular los planes de un sencillo llamado "Love" y publicar en tributo a su hermano la canción Home, que fue realizada vía iTunes en julio 28, no solo eso. La Toya lanzó un video junto con la canción, su primer video en años.

## Lista de canciones original
1. "No More Drama" 4:26
2. "Just Wanna Dance" 4:19
3. "C'est La Vie" 3:58
4. "Anger Management" (skit) 1:13
5. "Don't Want You No More" 4:13
6. "Home" 4:44
7. "Call Me" 3:50
8. "That's Why I Love You" 3:44
9. "Something About You" 3:50
10. "Mafia Style" (skit) 0:50
11. "Should've Left You" 3:29
12. "Free the World" 3:43
13. "Player" 4:18
14. "You're So Nasty" 3:36
15. "Sorry Lies" 3:56
16. "Tropical Breeze" 5:00
17. "Free the World" (Dance Mix) 6:11